# Christian Badin
Pour les articles homonymes, voir Badin.
Pas d'image ? Cliquez ici

a Compétitions nationales et continentales officielles uniquement.

b Matchs officiels uniquement.
Dernière mise à jour le 30 novembre 2024.
Christian Badin (né le 11 septembre 1949 à Pont-de-Vaux) est un joueur français de rugby à XV. Il joue au poste de Centre, et a représenté l'équipe de France entre 1973 et 1975.

## Biographie
Christian Badin dispute son premier test match le 24 mars 1973 contre l'équipe du pays de Galles, et son dernier test match est contre l'équipe d'Argentine le 19 octobre 1975.
En club, il joue avec le RC Chalon, vant de rejoindre le CA Brive,.
Son gendre est Cédric Heymans depuis mars 2006. Il s'occupe des moins de 17 ans du CA Brive.

## Palmarès

### En club
- Finaliste du Championnat de France en 1975 avec le CA Brive.
- Finaliste du Challenge Yves du Manoir en 1974 avec le CA Brive (sans participer à la finale).

### En équipe de France
- 3 sélections
- Sélections par année : 2 en 1973 et 1 en 1975
- Tournoi des Cinq Nations disputé : 1973 (co-vainqueur du tournoi).